# Просек (тврђава)
Просек (грч. Στεναί, лат. Stenae) је стара тврђава са вишеслојним (античким и средњовековним) археолошким комплексом, код места Демир Капија у данашњој Северној Македонији. Тврђава се налази на изузетном стратешком положају, изнад клисуре зване Железна врата, кроз коју тече река Вардар. Захваљујући таквом положају, тврђава Просек надзире главни пут који води долином Вардара, од Солуна на југу до Скопља на северу.

## Историја
Већ у античко време, на истом месту је постојала тврђава Στεναί. За време римске власти, тврђава Stenae је припадала провинцији Македонији. Антички град је пропао у време сеобе народа, а на том подручју су се током 6. и 7. века настанила јужнословенска племена. Тврђава је касније обновљена, под словенским називом Просек.
Почетком 11. века, град Просек је у црквеном погледу потпадао под Мегленску епархију Охридске архиепископије. Град је добио на значају крајем 12. и почетком 13. века, у време слабљења византијске власти, када је дошло до осамостаљивања локалних обласних господара. У граду је крајем 12. века столовао Добромир Хрс, а почетком 13. века градом је владао севастократор Стрез, са којим је 1214. године Свети Сава водио мировне преговоре, као изасланик тадашњег српског великог жупана Стефана Немањића.
Просечка област је потпала под власт Краљевине Србије за време владавине краља Стефана Дечанског (1321-1331). Град се потом налазио под влашћу Српског царства, а затим је био у саставу државе српског краља Марка. Око 1385. године, Просек су од Срба преотели Турци, а тврђава касније губи на значају.
Током Балканских ратова (1912-1913), просечку област је ослободила српска војска, након чега тврђава улази у састав Краљевине Србије. Савремена археолошка истраживања на овом локалитету одвијају се почевши од 1948. године. Почевши од 1992. године, када је дошло до распада Југославије, Просек припада новоствореној независној држави која је данас позната као Северна Македонија.